# Inger Jacobsen
Inger Jacobsen (Oslo, 13 ottobre 1923 – Oslo, 21 luglio 1996) è stata una cantante norvegese.
Ha rappresentato la Norvegia all'Eurovision Song Contest 1962.